# 竹村奈津
竹村 奈津（たけむら なつ、10月20日 - ）は日本の女性声優。大阪府出身。以前は三木プロダクションに所属していた。

## 出演作品

### テレビアニメ
2009年
- 東京マグニチュード8.0（第3話　役名不明）

### 吹き替え
- イントゥ・ザ・ブルー
- WITHOUT A TRACE/FBI 失踪者を追え!シーズン5（オードリー）
- ゴースト 〜天国からのささやき（ジル）
- ザ・チャレンジ（サーシャ）
- ザ・ホワイトハウス　シーズン5、6、7（ゾーイ・バートレット、エリー・バートレット、ジンジャー）
- ターゲット・ゼロ（アニカ）
- トランスポーター2
- バーン・ノーティス 元スパイの逆襲（ジェナ）
- マードック・ミステリー 〜刑事マードックの捜査ファイル〜（デブラ・ベーグルマン）